# Lake Leelanau
Lake Leelanau – jednostka osadnicza w Stanach Zjednoczonych, w stanie Michigan, w hrabstwie Leelanau.